# Hungrvaka
La Hungrvaka (« Qui éveille la faim ») est une œuvre rédigée en vieux norrois au tout début du XIIIe siècle, apparentée aux sagas des évêques, qui évoque les cinq premiers évêques de Skálholt, depuis Ísleifr Gizurarson, consacré en 1056, jusqu'à Klængr Þorsteinsson, mort en 1175.   

## Texte
La Hungrvaka s'ouvre par un prologue dans lequel l'auteur justifie d'abord la signification de son titre : l'ouvrage a pour but d'éveiller la faim de savoir et de donner envie non seulement d'en apprendre davantage sur les hommes qu'il évoque mais aussi, plus généralement, d'inciter les jeunes gens à lire les textes rédigés en vieux norrois.
Il raconte ensuite la construction de la première église à Skálholt, puis la vie des cinq premiers évêques qui s'y sont succédé : Ísleifr Gizurarson, Gizurr Ísleifsson, Þorlákr Runólfsson, Magnús Einarsson et Klængr Þorsteinsson. L'auteur brosse un portrait nuancé de chacun d'entre eux, évoquant leurs qualités mais aussi leurs défauts. L'évocation de chaque évêque est suivie d'un bref récit des principaux événements qui eurent lieu en Islande et à l'étranger à leur époque. La Hungrvaka fait aussi référence aux premiers évêques missionnaires étrangers qui séjournèrent sur l'île après la conversion ainsi qu'aux évêques de Hólar. Elle s'achève sur le choix de Þorlákr Þórhallsson comme évêque et sur un éloge du saint islandais.

## Sources, date, auteur
L'auteur indique avoir écrit son texte à partir des souvenirs d'hommes instruits, principalement Gizzur Hallsson, à qui il se réfère à plusieurs reprises. Il a toutefois sans doute aussi utilisé des sources écrites. En particulier, il a probablement connu l’Íslendingabók. Comme celui d'Ari Þorgilsson, son travail est consciencieux et méthodique. D'autres textes en vieux norrois pourraient avoir été utilisées, des annales notamment, même si le récit des événements qui accompagne la vie de chaque évêque pourrait être un ajout tardif. Il connaissait aussi la littérature étrangère, et un passage semble s'inspirer de la Gesta Hammaburgensis ecclesiae pontificum d'Adam de Brême.  
La formulation du texte à propos de Gizzur Hallsson peut faire penser qu'il a été écrit peu après sa mort (1206). Toutefois, aucun manuscrit n'est plus récent que le XVIIe siècle.
L'auteur est inconnu, mais il est généralement identifié avec celui de la Páls saga biskups, en raison des nombreuses ressemblances, tant sur la forme que sur le fond, entre les deux œuvres. Malgré les dissemblances entre les textes, la Þorláks saga helga est parfois attribuée au même auteur. Dans la mesure où la Hungrvaka n'évoque pas la vie de Þorlákr et où, dans la plupart des manuscrits, les deux textes se suivent, la Hungrvaka pourrait en effet avoir été conçue comme une introduction à la saga.